# George Lakoff
George P. Lakoff, né le 24 mai 1941, est professeur de linguistique cognitive à l’Université de Californie (Berkeley), où il enseigne depuis 1972. Bien qu’une partie de ses recherches concerne des questions linguistiques traditionnelles, telles que les conditions déterminant la viabilité grammaticale d’une construction linguistique particulière, il est surtout connu pour ses thèses sur la métaphore conceptuelle comme étant au cœur de la pensée humaine, du comportement politique et de la société. Proche à l'origine de Chomsky, il s'en est par la suite résolument écarté, l'accusant de ne pas prêter assez attention à la sémantique. Il participa ainsi au programme d'une sémantique générative opposée à la syntaxe générative de Chomsky, qui, pour lui, construit ses règles indépendamment du sens et de l'intention donnée au langage par les locuteurs.
Les dernières années, Lakoff a appliqué son travail au domaine de la politique, qu’il a exploré dans ses ouvrages. Fondateur du Rockridge Institute (en), un groupe d’experts (think tank) progressiste, il est aussi membre de la Fundacion IDEAS, un cercle proche du PSOE espagnol.

## Cognition incarnée et constructivisme
Lakoff est particulièrement célèbre pour sa théorie de la « cognition incarnée » (embodied mind), discutée lors des Gifford Lectures qu'il a donné en 2001.
Selon cette théorie, développée dans Where Mathematics Comes From (en) (2000) en collaboration avec Rafael E. Núñez (en), et aussi avec Mark Johnson (en), les modalités de la pensée dépendent étroitement de notre cerveau et de notre corps: nous pensons comme des humains peuvent penser, et non comme des êtres éthérés. S'appuyant sur les résultats de l'anthropologie culturelle, Lakoff soutient en outre une position constructiviste quant aux rapports entre le langage et la réalité, s'opposant à l'objectivisme pour lequel le monde serait indépendant de notre connaissance ou de nos concepts et croyances.

## Les métaphores conceptuelles
Dans Les Métaphores dans la vie quotidienne, coécrit avec Mark Johnson (en), Lakoff s'oppose à la conception courante selon laquelle les métaphores ne relèveraient que de l'imagination poétique, sans affecter la pensée ou l'action elle-même. Il soutient que les métaphores sont présentes à chaque instant de notre vie, orientant notre perception et notre pensée et étant ainsi à la base du sens donné à nos concepts. Selon lui, une observation attentive de notre langage permet de voir que les métaphores structurent nos concepts.
Ainsi dans la métaphore "LA DISCUSSION C'EST LA GUERRE" qui est reflétée dans de multiples expressions (son point de vue est indéfendable, défends-toi, ses critiques vont droit au but..) nous ne nous contentons pas de parler de la discussion en termes guerriers, c'est toute notre manière d'appréhender la discussion qui est influencée. Cela a de fait un impact notable sur nos actes.